# Lista monumentelor istorice din județul Prahova - U

Simbol utilizat pentru monumentele istorice

Lista monumentelor istorice din județul Prahova - U cuprinde monumentele istorice înscrise în Patrimoniul cultural național al României și aflate în localități din județul Prahova al căror nume începe cu litera U.
Lista completă este menținută și actualizată periodic de către Ministerul Culturii, Cultelor și Patrimoniului Național din România, prin intermediul Institutului Național al Patrimoniului, ultima versiune datând din 2015. Această listă cuprinde și actualizările ulterioare, realizate prin ordin al ministrului culturii.
Puteți căuta un monument din județul Prahova folosind formularul de mai jos sau puteți naviga prin toate monumentele din județ la lista monumentelor istorice din județul Prahova.
| Cod LMI                          | Denumire                                       | Localitate                      | Localizare                                         | Datare, Creatori          | Imagine               | Erori             |
| -------------------------------- | ---------------------------------------------- | ------------------------------- | -------------------------------------------------- | ------------------------- | --------------------- | ----------------- |
| PH-II-m-A-16803 (RAN: 133492.01) | Biserica de lemn „Adormirea Maicii Domnului”   | sat Ungureni; comuna Gherghița  | În cimitir, strămutată din Transilvania            | 1790                      | Încarcă foto \| video | Raportează eroare |
| PH-II-m-A-16804 (RAN: 131639.02) | Biserica Galbenă „Sf. Dimitrie”, „Sf. Nicolae” | oraș Urlați                     | Str. Nuferilor 28 44.98722°N 26.22889°E            | 1759 - 1761               |                       | Raportează eroare |
| PH-II-a-A-16805                  | Curtea lui Alexandru și Radu Bellu             | oraș Urlați                     | Str. Orzoaia de Sus 12 45.00161°N 26.23481°E       | mijl.sec. XIX             | Alte imagini          | Raportează eroare |
| PH-II-m-A-16805.01               | Conacul Bellu, azi Muzeul de Etnografie        | oraș Urlați                     | Str. Orzoaia de Sus 12 45.0016°N 26.2348°E         | mijl. sec. XIX            |                       | Raportează eroare |
| PH-II-m-A-16805.02               | Fundații conac mare                            | oraș Urlați                     | Str. Orzoaia de Sus 12                             | mijl. sec. XIX            |                       | Raportează eroare |
| PH-II-m-A-16805.03               | Pavilionul porții                              | oraș Urlați                     | Str. Orzoaia de Sus 12                             | mijl. sec. XIX            |                       | Raportează eroare |
| PH-II-m-A-16805.04               | Ruine anexe (Bucătăria)                        | oraș Urlați                     | Str. Orzoaia de Sus 12                             | mijl. sec. XIX            | Încarcă foto \| video | Raportează eroare |
| PH-II-m-A-16805.05               | Parc                                           | oraș Urlați                     | Str. Orzoaia de Sus 12                             | mijl. sec. XIX            |                       | Raportează eroare |
| PH-II-m-A-16806 (RAN: 132333.01) | Biserica de lemn „Sf. Voievozi”                | sat Urleta; comuna Bănești      | Str. Principală 142- DJ 100D 45.08579°N 25.79337°E | 1760, extinderi cca. 1844 | Alte imagini          | Raportează eroare |
| PH-IV-m-B-16939                  | Cruce de pomenire, din piatră                  | sat Ungureni; comuna Vadu Săpat | 381, în grădina lui Nicolae Cătescu                | sec. XIX                  | Încarcă foto \| video | Raportează eroare |
| PH-IV-m-B-16940                  | Cruce de pomenire, din piatră                  | sat Ungureni; comuna Vadu Săpat | 381, în grădina lui Nicolae Cătescu                | 1732                      | Încarcă foto \| video | Raportează eroare |
| PH-IV-m-B-16941                  | Cruce de pomenire, din piatră                  | oraș Urlați                     | Pe terenul S.C. Videlmar Urlați S.A., Ferma 6      | 1698                      | Încarcă foto \| video | Raportează eroare |
| PH-IV-m-B-16942                  | Cruce de pomenire, din piatră                  | oraș Urlați                     | Str. Socului 1A, în via lui Petrică Nicolae        | 1735                      | Încarcă foto \| video | Raportează eroare |